# Малешевски балкан
„Малешевски балкан“ с подзаглавие Орган на македонските борци е български вестник, излизал в София от 12 януари до 15 юни 1897 година.

## История
Редактор на вестника е Георги Алексов. Излизат 20 броя. Печата се в печатница „Надежда“, както и в печатница „Напредък“. Вестникът е на надпартийни антиосмански позиции и се бори за „свободата на роба“. Критикува политиката на правителството на Константин Стоилов, както и изоставянето на революционния път от интелигенцията от Македония. Критикува сепаратистичната дейност на одринските дейци около дружеството „Странджа“, както и уповаването им на външни сили.